# Liste der Bodendenkmäler in Colmberg
Auf dieser Seite sind die Bodendenkmäler in dem mittelfränkischen Markt Colmberg zusammengestellt. Diese Tabelle ist eine Teilliste der Liste der Bodendenkmäler in Bayern. Grundlage ist die Bayerische Denkmalliste, die auf Basis des Bayerischen Denkmalschutzgesetzes vom 1. Oktober 1973 erstmals erstellt wurde und seither durch das Bayerische Landesamt für Denkmalpflege geführt wird. Die folgenden Angaben ersetzen nicht die rechtsverbindliche Auskunft der Denkmalschutzbehörde.

## Bodendenkmäler in Colmberg
| Lage       | Objekt                                                                                 | Akten-Nr.     | Bild |
| ---------- | -------------------------------------------------------------------------------------- | ------------- | ---- |
| (Standort) | Mittelalterliche Turmhügelburg.                                                        | D-5-6528-0142 |      |
| (Standort) | Freilandstation des Mesolithikums und Siedlung des Neolithikums.                       | D-5-6528-0143 |      |
| (Standort) | Mesolithische Freilandstation und Siedlung des Neolithikums.                           | D-5-6528-0145 |      |
| (Standort) | Siedlung des Neolithikums.                                                             | D-5-6628-0021 |      |
| (Standort) | Siedlung des Neolithikums.                                                             | D-5-6628-0024 |      |
| (Standort) | Freilandstation des Mesolithikums und Siedlung des Neolithikums.                       | D-5-6628-0036 |      |
| (Standort) | Freilandstation des Spätpaläolithikums und Mesolithikums, Siedlung des Neolithikums.   | D-5-6628-0037 |      |
| (Standort) | Abschnittsbefestigung des hohen Mittelalters (Burg Colmberg) sowie untertägige Teile   | D-5-6628-0038 |      |
| (Standort) | Mittelalterliche Vorgängerbauten der Evang.-Luth. Pfarrkirche St. Ursula.              | D-5-6628-0043 |      |
| (Standort) | Freilandstation des Mesolithikums.                                                     | D-5-6628-0048 |      |
| (Standort) | Freilandstation des Mesolithikums.                                                     | D-5-6628-0081 |      |
| (Standort) | Freilandstation des Mesolithikums, Siedlung des Neolithikums.                          | D-5-6628-0082 |      |
| (Standort) | Mittelalterliche und frühneuzeitliche Befunde im Bereich der Evang.-Luth. Pfarrkirche  | D-5-6628-0084 |      |
| (Standort) | Mittelalterlicher Burgstall, frühneuzeitlicher Herrschaftssitz.                        | D-5-6628-0085 |      |
| (Standort) | Mittelalterliche und frühneuzeitliche Befunde im Bereich der Evang.-Luth. Pfarrkirche  | D-5-6628-0087 |      |
| (Standort) | Mittelalterliche und frühneuzeitliche Befunde im Bereich der Evang.-Luth. Filialkirche | D-5-6628-0090 |      |